# Marilyn Monroes död
Marilyn Monroe avled 36 år gammal av en överdos av barbiturater sent på kvällen lördagen den 4 augusti 1962. Hon avled i sitt hem på 12305 Fifth Helena Drive i Los Angeles i Kalifornien. Hennes kropp påträffades före gryningen söndagen den 5 augusti. Hon var en av de mest populära Hollywoodstjärnorna under 1950-talet och början av 1960-talet och ansågs vid den tiden vara en framträdande sexsymbol; under ett helt decennium var Monroe en uppburen och välbetald skådespelerska. Monroes filmer hade spelat in 200 miljoner dollar vid hennes död.

## Monroes sista tid
Monroe hade lidit av psykisk ohälsa och missbruk i flera år före sin död och hon hade inte gjort klart en film sedan De missanpassade i februari 1961. Under 1961 tog Monroe itu med sina olika hälsoproblem och började i april 1962 att filma Something's Got to Give för 20th Century-Fox. Hon fick sedermera sparken från produktionen i början av juni. Studion beskyllde henne för produktionens problem och under veckorna före hennes död försökte Monroe reparera sin offentliga image genom att ge flera intervjuer till högprofilerade tidningar. Hon inledde också förhandlingar med Fox om att bli återanställd för Something's Got to Give samt om huvudroller i andra produktioner.

### Monroes sista dag
Under de sista månaderna bodde Monroe på 12305 5th Helena Drive i Brentwood i Los Angeles. Hennes hushållerska Eunice Murray sov över hos Monroe kvällen den 4 augusti 1962. Murray vaknade klockan 03:00 den 5 augusti och kände att någonting var fel. Hon såg ljus under Monroes sovrumsdörr, men fick inget svar och fann att dörren var låst. Murray ringde därefter till Monroes psykiater, Dr. Ralph Greenson, som anlände till huset kort därpå och bröt sig in i sovrummet genom ett fönster där han fann Monroe död i sin säng. Monroes läkare, Dr. Hyman Engelberg, anlände cirka kl 03:50 och kunde konstatera att hon var död. Klockan 04:25 meddelades Los Angeles Police Department om dödsfallet.
Monroe dog mellan 20:30 och 22:30 den 4 augusti och toxikologirapporten visade att dödsorsaken var akut barbituratförgiftning. Hon hade 80 mg/l kloralhydrat och 45 mg/l pentobarbital (Nembutal) i blodet och 130 mg/l pentobarbital i sin lever. Tomma medicinflaskor hittades bredvid hennes säng. Möjligheten att Monroe oavsiktligt hade överdoserat uteslöts då doserna som hittades i hennes kropp var flera gånger över den dödliga gränsen.

### Efterspel
Los Angeles County Coroners Office fick hjälp i dess utredning av Los Angeles Suicide Prevention Team, som hade expertkunskap om självmord. Monroes läkare uppgav att hon "ofta kände sig rädd och frekvent hade depressioner" med "plötsliga och oförutsägbara humörsvängningar" och hade överdoserat flera gånger tidigare, eventuellt avsiktligt. Med dessa fakta som grund och bristen på någon indikation att Monroe hade mördats klassificerade obducenten Thomas Noguchi hennes död som ett förmodat självmord.
Monroes plötsliga död blev förstasidesstoff i USA och Europa. Enligt Lois Banner "sägs det att självmordsfrekvensen i Los Angeles fördubblades månaden efter att hon dog; cirkulationsgraden för de flesta tidningar expanderade den månaden", och Chicago Tribune rapporterade att de fått hundratals telefonsamtal från allmänheten som begärde information om hennes död. Den franske artisten Jean Cocteau sade att hennes död "borde fungera som en fruktansvärd läxa för alla, vars främsta uppgift består av att spionera på och plåga filmstjärnor". Hennes tidigare motspelare Laurence Olivier ansåg henne som "det totala offret för ståhej och sensation" och regissören för Bus Stop, Joshua Logan, uttalade att hon var "en av världens mest ouppskattade människor".

### Begravning
Monroes begravning, som hölls på Westwood Village Memorial Park Cemetery den 8 augusti, var privat och endast de som stått henne närmast närvarade. Begravningen arrangerades av Joe DiMaggio och Monroes affärschef Inez Melson. Hundratals åskådare trängdes på gatorna kring kyrkogården. Monroe begravdes senare vid krypta nr 24 vid Corridor of Memories.

## Konspirationsteorier
Trots att Monroes död anses vara ett troligt självmord, har flera konspirationsteorier som tyder på mord eller oavsiktlig överdosering uppkommit sedan mitten av 1960-talet. Många av dessa teorier involverar president John F. Kennedy och hans bror, Robert, samt facklige ledaren Jimmy Hoffa och maffiabossen Sam Giancana. På grund av förekomsten av dessa teorier i media granskade kontoret för Los Angeles County District Attorney 1982 ärendet, men fann inga bevis för teorierna, och var inte oense med resultaten från den ursprungliga utredningen.

## Galleri

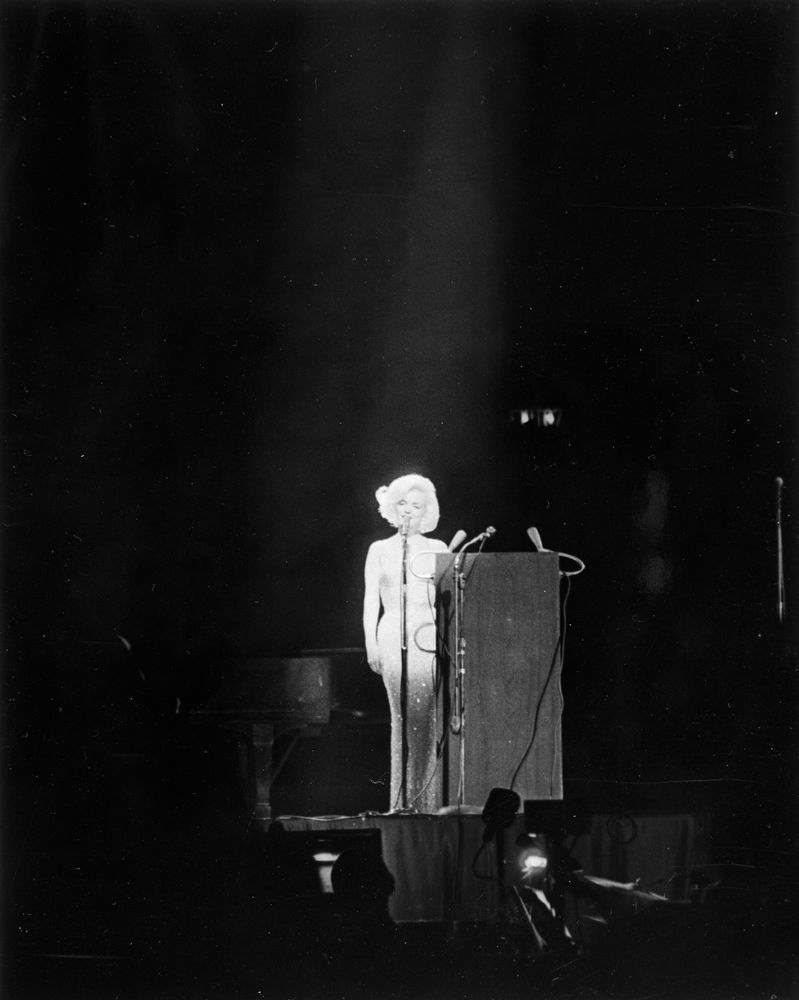
Monroe sjunger "Happy Birthday, Mr. President" för president John F. Kennedy på hans födelsedagsfest i Madison Square Garden, 1962, mindre än tre månader före hennes död.
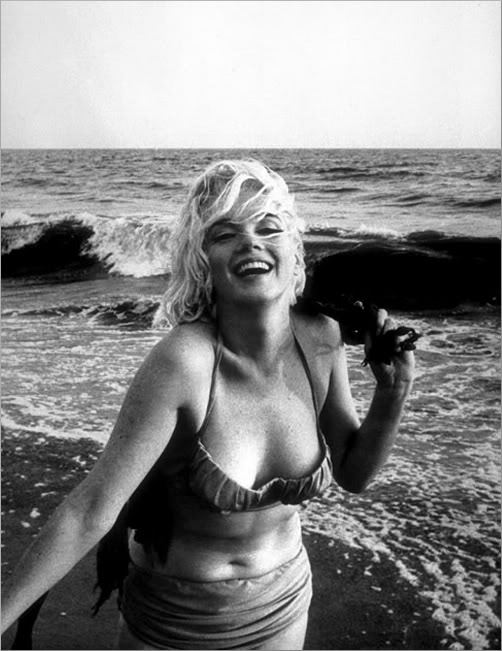
Monroe under en av hennes sista fotograferingar. Bilden är tagen av George Barris för Cosmopolitan i juli 1962.